# Wereldkampioenschappen synchroonzwemmen 2024 – Solo technische routine mannen
De technische routine voor solisten tijdens de wereldkampioenschappen synchroonzwemmen 2024 vond plaats op 2 en 5 februari 2024 in de Aspire Dome in Doha, Qatar.

## Uitslag
De eerste twaalf solisten, hier aangegeven met groen, gingen door naar de finale.
| Rang   | Naam                    | Land             | Voorronde | Voorronde | Finale        | Finale        |
| Rang   | Naam                    | Land             | Punten    | Rang      | Punten        | Rang          |
| ------ | ----------------------- | ---------------- | --------- | --------- | ------------- | ------------- |
| Goud   | Yang Shuncheng          | China            | 242,4367  | 1         | 246,4766      | 1             |
| Zilver | Giorgio Minisini        | Italië           | 218,0966  | 4         | 245,3166      | 2             |
| Brons  | Gustavo Sánchez         | Colombia         | 228,9966  | 2         | 231,0000      | 3             |
| 4      | Dennis González         | Spanje           | 228,7550  | 3         | 227,6000      | 4             |
| 5      | Diego Villalobos        | Mexico           | 210,7850  | 6         | 221,5433      | 5             |
| 6      | Eduard Kim              | Kazachstan       | 214,4384  | 5         | 215,9483      | 6             |
| 7      | Kenneth Gaudet          | Verenigde Staten | 180,8534  | 10        | 215,4533      | 7             |
| 8      | Nicolás Campos          | Chili            | 204,1083  | 7         | 203,8483      | 8             |
| 9      | Kantinan Adisaisiributr | Thailand         | 177,3216  | 11        | 188,7716      | 9             |
| 10     | David Martinez          | Zweden           | 181,1451  | 9         | 187,2700      | 10            |
| 11     | Bernardo Santos         | Brazilië         | 182,6351  | 8         | 177,2900      | 11            |
| 12     | Renaud Barral           | België           | 167,4516  | 12        | 166,4566      | 12            |
| 13     | Andy Ávila              | Cuba             | 141,9067  | 13        | Uitgeschakeld | Uitgeschakeld |
| 14     | Dimitar Isaev           | Bulgarije        | 121,4600  | 14        | Uitgeschakeld | Uitgeschakeld |